# Catherine Tishem
Catherine Tishem (morta després de 1577) era una dona nascuda a Anvers que va fugir a Anglaterra per la persecució religiosa patida als Països Baixos durant el segle xvi.
La font principal sobre la vida de Catherine Tishem és una elegia tribut al seu fill, Jan Gruter, escrita per un dels seus alumnes, Balthasar Venator.
L'any 1558, Tishem es va casar amb Gualtherius Gruter, burgmestre d'Anvers. Deu anys més tard, fugint de la persecució religiosa als Països Baixos, es van establir a la comunitat d'exiliats holandesa de Norwich a Anglaterra. Catherine finalment va tornar als Països Baixos l'any 1577.
Segons Venator, Tishem era una dona extraordinàriament erudita, fluent en llatí, grec, francès, italià, i anglès. Va supervisar l'educació del seu fill, qui va esdevenir un estudiós dels clàssica amb molt de renom.